# Capitán Omar Darío Gerardi Airport
Capitán Omar Darío Gerardi Airport är en flygplats i Argentina.   Den ligger i provinsen Córdoba, i den centrala delen av landet, 700 km nordväst om huvudstaden Buenos Aires. Capitán Omar Darío Gerardi Airport ligger 474 meter över havet.
Terrängen runt Capitán Omar Darío Gerardi Airport är platt. Runt Capitán Omar Darío Gerardi Airport är det mycket tätbefolkat, med 2 345 invånare per kvadratkilometer.. Närmaste större samhälle är Córdoba, 8,0 km öster om Capitán Omar Darío Gerardi Airport.
Runt Capitán Omar Darío Gerardi Airport är det i huvudsak tätbebyggt.